# Аллегри, Орест Карлович
Орест Карлович Аллегри (1866—1954) — российский театральный художник, итальянец по происхождению.

## Биография
Орест Аллегри родился в 1866 году в Италии в семье капельмейстера-итальянца и балерины. В 1880-х годах учился в Петербурге у М. А. Шишкова. Начиная с 1889 года работал как помощник декоратора, а с 1908 года как декоратор в Дирекции петербургских Императорских театров, в 1909—1913 годах декоратор театра Литературно-художественного общества, с 1917 года главный декоратор Госактеатров.
Зарекомендовал себя как мастер архитектурно-перспективных декораций. Работал над оформлением спектаклей в Мариинском, Александринском, Большом драматическом театрах.
С 1909 года работал для Русского балета С. П. Дягилева, исполнял декорации по эскизам Л. С. Бакста, А. Н. Бенуа и других художников.
В 1921 году (или 1919 году) Орест Аллегри выехал в Италию, затем поселился во Франции в Шату, близ Парижа. Оформлял спектакли для трупп Анны Павловой («Фрески Аджанты» А. Н. Черепнина 1923 год, «Тщетная предосторожность» И. Хертеля, «Восточные впечатления» К. Баннарджи), Иды Рубинштейн и других.
Среди учеников — Н. А. Бенуа.
Автор эскиза занавеса Александринского театра. Среди работ: премьера балета «Раймонда» А. К. Глазунова (1898 год), премьера балета «Арлекиниада» Р. Дриго (1900 год), спектакли «Принцесса Грёза» Э.Ростана (1896), «Доходы миссис Уоррен» Б.Шоу (1907), «Рваный плащ» С. Бенелли (1919), оперы «Пиковая дама» (1889) и «Черевички» (1908) П. И. Чайковского, «Франческа да Римини» С. В. Рахманинова (1902), «Фауст» Ш. Гуно (1903), «Нерон» А. Г. Рубинштейна (1903), балеты «Дочь микадо» В. Г. Врангеля (1898), «Египетские ночи» А. С. Аренского в постановке М. М. Фокина (1909), «Талисман» Р. Дриго (1909), оперу «Джоконда» А. Понкьелли (1913), балет «Жавотта» К. Сен-Санса (1897), трагедию «Калигула» А. Дюма и комедию «Доходы миссис Уоррен» Б. Шоу, «Рваный плащ» Сен-Бенелли на музыку М. А. Кузмина (1919). В 1940-е годы сотрудничал с компанией «Русский балет полковника де Базиля». Исполнил декорации по эскизам К. А. Коровина к балету «Лебединое озеро» П. И. Чайковского и по эскизам С. Ю. Судейкина к балету «Паганини» С. В. Рахманинова. В 1946—1948 для Драматического театра Восточного Колмара создал сценографию к спектаклям «Арлезианка» А. Доде, «Мизантроп» и «Тартюф» Мольера.

## Семья
Сын — художник Орест Орестович Аллегри, погиб в 1923 году в Петрограде в результате несчастного случая.